# Fak-Fak (Abteilung)

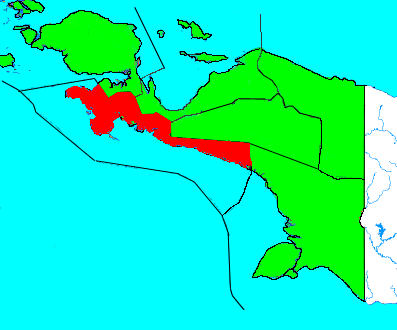
Die Lage der Abteilung Fak-Fak

Die Abteilung Fak-Fak (niederländisch: Afdeling Fak-Fak) war eine der Abteilungen (afdelingen), in welche Niederländisch-Neuguinea eingeteilt war. Die Abteilung Fak-Fak lag im Westen der niederländischen Kolonie südlich der Vogelkop-Halbinsel. Hauptstadt und Regierungssitz war der gleichnamige Ort Fakfak. 
Die Abteilung Fak-Fak war unterteilt in drei Unterabteilungen (onderafdelingen):
- Fak-Fak (Hauptort: Fakfak)
- Kaimana (Hauptort: Kaimana)
- Mimika (Hauptort: Kokonao)

Das Gebiet erstreckte sich weiter ostwärts als der heutige Regierungsbezirk Fakfak.